# Дворецкий (чин)
Дворе́цкий (в старину Дворецкой) — придворный чин, возглавлявший Дворецкий приказ (Большой Дворец), в котором дворецкий был главным судьёй. над судьями, которых он назначал.
Боярин с чином Дворецкий считался по статусу выше титула боярин.

## История
Первоначально, чин дворецкого равнялся титулу боярина, но с 1501 по 1513 года считался ниже окольничего. С 1513 по 1577 года был вновь уравнён титулу боярин. После смерти Ивана IV Васильевича Грозного в 1584 году опять ниже окольничего. Во время царских обедов всегда сидел за царским столом.
В ведении Дворецкого приказа находились все дворцовые волости с доходами от них, весь княжеский или царский двор со всеми постройками и придворными служителями. До отмены местничества, для управления и собирания доходов с государевых дворцовых волостей назначались дворецкие Новгородской, Тверской, Рязанской, Нижегородской губерний, которые по статусу были ниже московского дворецкого.
Патриарший дворецкий — Патриарх Всея Руси имел своего дворецкого для управления патриаршими вотчинами и собирания с них доходов в патриаршую казну, а также управления патриаршим двором и слугами.
Дворе́цкий с путём — придворный чин в Московском Царстве. По статусу выше, чем дворский. Звание присваивалось боярам. «С путём» означает — с определённым доходом, который давался вместе с чином. Управлял Дворцовым приказом, всеми «дворцовыми людьми», а также «дворцовыми волостями», собирая со всего этого все положенные «на дворец» доходы и употребляя в расход.
Царицын дворецкий — придворный чин, который заведовал двором царицы, управлял её волостями и доходами.
Дворецкий местных и удельных князей — управлял княжескими волостями, ведал всеми дворцовыми людьми и дворянами, которые находились на их службе, вёл отчётность по поместным доходам.

## Список дворецких
| Год упоминаний                          | Титул/Фамилия, Имя, Отчество               | Примечания                                                                |
| --------------------------------------- | ------------------------------------------ | ------------------------------------------------------------------------- |
| до 1255                                 | Андрей                                     | Дворецкий галичского князя Даниила Романовича                             |
| Иван III Васильевич (1462-1505)         |                                            |                                                                           |
| † 1465                                  | Сабуров Михаил Фёдорович                   | Боярин                                                                    |
| 1475-1495                               | Морозов Михаил Яковлевич Русалка           | Боярин, дворецкий в царской свите при походе на Новгород                  |
| 1475                                    | Князь Шастунов Пётр Васильевич Великий     | Боярин, состоял ниже окольничих                                           |
| † 1501                                  | Морозов Филимон                            | Боярин                                                                    |
| 1501                                    | Князь Голенин-Ростовский Василий Иванович  | Дворецкий (1501), воевода Передового полка (1508).                        |
| Василий III Иванович (1505-1533)        |                                            |                                                                           |
| 1512                                    | Челяднин Василий Андреевич                 | Боярин                                                                    |
| 1519                                    | Князь Оболенский Фёдор Васильевич Лопата   | Боярин                                                                    |
| 1530                                    | Тучков Михаил Васильевич                   | Боярин                                                                    |
| Иван IV Васильевич Грозный (1533-1584)  |                                            |                                                                           |
| 1535                                    | Князь Кубенской Иван Иванович              | Боярин                                                                    |
| 1537                                    | Хабаров Иван Иванович                      | Боярин                                                                    |
| 1549                                    | Юрьев Данила Романович                     | Боярин                                                                    |
| 1566                                    | Юрьев Никита Романович                     | Боярин                                                                    |
| 1577-1584                               | Князь Хворостинин Фёдор Иванович           | Боярин, состоял ниже окольничих.                                          |
| Фёдор Иванович (1584-1598)              |                                            |                                                                           |
| 1584                                    | Годунов Григорий Васильевич                | Боярин                                                                    |
| Годунов Борис Фёдорович (1598-1605)     |                                            |                                                                           |
| 1599                                    | Годунов Степан Васильевич                  | Боярин                                                                    |
| Лжедмитрий I (1605-1606)                |                                            |                                                                           |
| 1605-1606                               | Князь Мосальский Василий Михайлович Рубец  | При Лжедмитрии I, восстановлен в звании дворецкого (1610) Лжедмитрием II. |
| Михаил Фёдорович Романов (1613-1645)    |                                            |                                                                           |
|                                         | ???                                        |                                                                           |
| Алексей Михайлович Романов (1645-1676)  |                                            |                                                                           |
| 1645                                    | Князь Львов Алексей Михайлович Ярославский | Боярин                                                                    |
| 1646                                    | Хитрово Богдан Матвеевич                   | Боярин и оружничий.                                                       |
| 1654                                    | Бутурлин Василий Васильевич                | Боярин                                                                    |
| 1658                                    | Репнин Иван Борисович                      | Боярин (1679)                                                             |
| Фёдор Алексеевич Романов (1676-1682)    |                                            |                                                                           |
|                                         |                                            |                                                                           |
| Иван V и Пётр I Алексеевичи (1682-1725) |                                            |                                                                           |
| 1663                                    | Князь Одоевский Яков Никитич               | Воевода, наместник и боярин.                                              |
| 1682                                    | Князь Одоевский Василий Фёдорович          | Боярин                                                                    |